# Biblioteka Współczesnych Filozofów

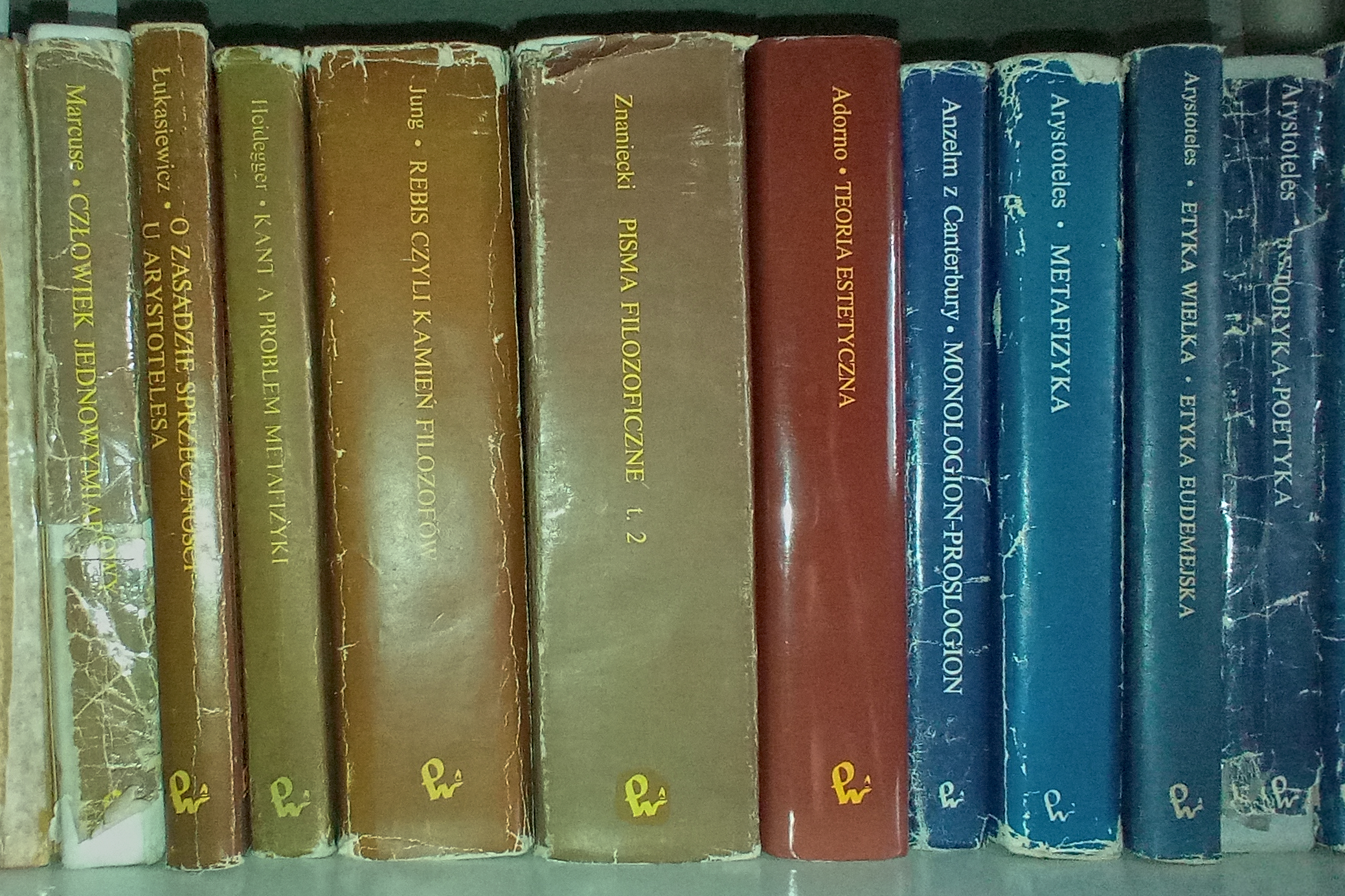
Książki z serii Biblioteka Współczesnych Filozofów (pomarańczowe grzbiety), z prawej książki z serii Biblioteka Klasyków Filozofii

Biblioteka Współczesnych Filozofów – seria wydawnicza Polskiego Wydawnictwa Naukowego założona w 1986 roku. W założeniu ma prezentować dzieła, które nie należą jeszcze do klasyki w sensie ścisłym, ale wywarły duży wpływ na rozwój myśli filozoficznej. Przyjęto, że do serii kwalifikują się dzieła autorów, którzy żyją lub zmarli nie wcześniej niż 1 września 1939 roku. 

## Wydane tomy
1. Theodor Adorno, Dialektyka negatywna, (1986);
2. Jan Łukasiewicz, O zasadzie sprzeczności u Arystotelesa, (1987);
3. Florian Znaniecki, Pisma filozoficzne. t.1, (1987);
4. György Lukács, Historia i świadomość klasowa, (1988);
5. Martin Heidegger, Kant a problem metafizyki, (1989);
6. Carl Gustav Jung, Rebis, czyli kamień filozofów, (1989);
7. Karl Jaspers, Rozum i egzystencja. Nietzsche a chrześcijaństwo, (1991);
8. Herbert Marcuse, Człowiek jednowymiarowy, (1991);
9. Florian Znaniecki, Pisma filozoficzne. t.2, (1991);
10. Donald Davidson, Eseje o prawdzie, języku i umyśle, (1992);
11. Jaakko Hintikka, Eseje logiczno-filozoficzne, (1992);
12. Karl Popper, Wiedza obiektywna. Ewolucyjna teoria epistemologiczna, (1992);
13. John Langshaw Austin, Mówienie i poznawanie. Rozprawy i wykłady filozoficzne, (1993);
14. Józef Maria Bocheński, Logika i filozofia, (1993);
15. Theodor Adorno, Teoria estetyczna, (1994);
16. Martin Heidegger, Bycie i czas, (1994, 2005);
17. Helmuth Plessner, Władza a natura ludzka, (1994);
18. John Rawls, Teoria sprawiedliwości, (1994);
19. Rudolf Carnap, Logiczna składnia języka, (1995);
20. Imre Lakatos, Pisma z filozofii nauk empirycznych, (1995);
21. Alfred Tarski, Pisma logiczno-filozoficzne tom 1. Prawda, (1995);
22. Alasdair MacIntyre, Dziedzictwo cnoty: Studium z teorii moralności, (1996);
23. Richard Brandt, Etyka. Zagadnienia etyki normatywnej i metaetyki, (1996);
24. Michael Dummett, Logiczna podstawa metafizyki, (1998);
25. Ronald Dworkin, Biorąc prawa poważnie, (1998);
26. Herbert Hart, Pojęcie prawa, (1998);
27. Martin Heidegger, Nietzsche t. I, (1998);
28. Emmanuel Levinas, Całość i nieskończoność. Esej o zewnętrzności, (1998);
29. Hilary Putnam, Wiele twarzy realizmu i inne eseje, (1998);
30. John Rawls, Liberalizm polityczny, (1998);
31. Martin Heidegger, Nietzsche T.2, (1999);
32. Alfred Tarski, Pisma logiczno-filozoficzne tom 2 Metalogika, (2001);
33. Charles Taylor, Źródła podmiotowości. Narodziny tożsamości nowoczesnej, (2001, 2013)
34. Hans-Georg Gadamer, Prawda i metoda, (2004);
35. Paul Ricœur, O sobie samym jako innym, (2005);
36. Karl Popper, Społeczeństwo otwarte i jego wrogowie. T. 1, (2006);
37. Karl Popper, Społeczeństwo otwarte i jego wrogowie. T. 2, (2006);
38. Jürgen Habermas, Strukturalne przeobrażenia sfery publicznej, (2008);
39. Nelson Goodman, Struktura zjawiska, (2009);
40. Rudolf Carnap, Logiczna struktura świata, (2011);
41. Jürgen Habermas, Teoria działania komunikacyjnego, T.1, (2015)[1]
42. Jürgen Habermas, Teoria działania komunikacyjnego, T.2, (2015)[2]
43. Hans Blumenberg, Prawowitość epoki nowożytnej, (2019);
44. Alfred North Whitehead, Przygody idei, (2020);
45. Henri Bergson, Myśl i ruch, (2020)[3];
46. Alvin Goldman, Wiedza a świat społeczny, (2021)[4];
47. Saul Kripke, Kłopoty filozoficzne, (2023)[5];
48. David Bohm, Dialog, (2023)[6]
49. Alvin Plantinga, Gdzie naprawdę jest konflikt. Nauka, religia i naturalizm, (2023)[7]
50. Rudolf Carnap, Logiczne podstawy prawdopodobieństwa, (2023)[8]
51. Wilfrid Sellars, Nauka, percepcja, rzeczywistość (2023)[9]